# Separations
Separations — третий студийный альбом группы Pulp, вышедший в 1992 году на лейбле «Fire».

## Об альбоме
Записанная в 1989 году, пластинка была с опозданием выпущена в 1992 году. Песни на второй половине альбома в экспериментальном эйсид хаус стиле, в то время как первая половина содержит песни, более типичные для Pulp. Альбом был разгромлен критиками и провалился в продаже.

## Список композиций
1. Love Is Blind
2. Don’t You Want Me Anymore?
3. She’s Dead
4. Separations
5. Down by the River
6. Countdown
7. My Legendary Girlfriend
8. Death II
9. This House Is Condemned